# То-берам
То-берам (чечен. ТӀо-берам) — сметанный соус, традиционное национальное молочное блюдо чеченцев, в состав которого входят творог, сметана и соль. Происходит от слов «тӏо» (сметана) и «берам» (подлива). То-берам обычно используется, чтобы макать кукурузные лепёшки.

## Описание
Для приготовление то-берам в творог добавляется соль и перемешивается, а затем тщательно смешивается со сметаной. Едят с хлебом, в старину ели с сискал (кукурузный хлеб).